# Kanton Pays d'Olmes
 Pays d'Olmes is een kanton van het Franse departement Ariège. Het kanton maakt deel uit van de arrondissementen Pamiers (21) en Foix (2).
In 2020 telde het 12251 inwoners.

Het kanton werd gevormd ingevolge het decreet van 18 februari 2014 , met uitwerking op 22 maart 2015, met Lavelanet  als hoofdplaats.

## Gemeenten
Het kanton omvat volgende gemeenten:
- L'Aiguillon
- Bélesta
- Bénaix
- Carla-de-Roquefort
- Dreuilhe
- Fougax-et-Barrineuf
- Freychenet
- Ilhat
- Lavelanet
- Lesparrou
- Leychert
- Lieurac
- Montferrier
- Montségur
- Nalzen
- Péreille
- Raissac
- Roquefixade
- Roquefort-les-Cascades
- Saint-Jean-d'Aigues-Vives
- Sautel
- Soula
- Villeneuve-d'Olmes